# Processor Control Region
Processor Control Region (Regió de Control del processador) o PCR és un Windows kernel estructura de dada del mode que conté informació sobre el processador actual. Pugui ser accedit via el fs registre de segment en x86 versions, o el gs registre de segment en x64 versions respectivament.

## Estructura
En Windows, el PCR es coneix com KPCR. Conté informació sobre el processador actual.

## Bloc de Control del processador
El PCR conté una subestructura Bloc de Control de Processador anomenat (KPRCB), el qual conté informació com pas de CPU i un punter a l'objecte de fil del fil actual.